# The Amazing Spider-Man (série de televisão)
The Amazing Spider-Man é uma série de televisão americana criada por Alvin Boretz, baseada no personagem homônimo da Marvel Comics. Foi exibida pela CBS entre 19 de setembro de 1977 e 6 de julho de 1979, é a segunda série de televisão live-action do Homem-Aranha. Embora tenha sido um sucesso considerável, a série foi cancelada depois de apenas 13 episódios, incluindo um filme piloto no ar no outono de 1977. Nenhum dos episódios foram lançados em DVD, mas quase todos foram lançados em VHS. Apesar de suas histórias serem definidas em Nova York (cidade natal do personagem), a série foi filmada principalmente em Los Angeles.

## Episódios
Para seu lançamento em formato VHS, vários episódios da série foram combinados em pares. Por exemplo, "Photo Finish Part 1 e Part 2" e "A Matter of State Part 1 e Part 2" foram combinados em uma fita VHS e apresentados como um único episódio filme-comprimento. Para facilitar o salto entre as duas histórias não relacionadas em cada lançamento, a equipe de produção filmou novas cenas de ponte no Daily Bugle e as inseriu entre o conteúdo dos dois episódios combinados.Essas cenas nunca foram transmitidas, nem no percurso original da série, nem em qualquer repetição,
Esta série foi exibida em Portugal em 1979 na RTP2, às terças-feiras, às 20 e 30, a seguir à abertura da emissão.

### Primeira Temporada
- O Homem-Aranha Ataca Novamente: Parte 1
- O Homem-Aranha Ataca Novamente: Parte 2
- A Maldição de Rava
- Night of the Clones
- Escort to Danger

### Segunda Temporada
- The Captive Tower
- A Matter of State
- The Con Caper
- O Testamento de Kirkwood
- Foto Reveladora
- Wolfpack
- The Chinese Web: Part 1
- The Chinese Web: Part 2

## Filmes
- Spider-Man (1977)
- Spider-Man Strikes Back (1978)
- Spider-Man: The Dragon's Challenge (1979)